# Puck (måne)
 For alternative betydninger, se Puck. (Se også artikler, som begynder med Puck)
Puck er en af planeten Uranus' måner: Den blev opdaget den 30. december 1985 ud fra billeder taget af rumsonden Voyager 2, og fik lige efter opdagelsen den midlertidige betegnelse S/1985 U 1. Senere har den Internationale Astronomiske Union vedtaget at opkalde den efter Puck fra William Shakespeares skuespil En skærsommernatsdrøm. Månen Puck kendes desuden også under betegnelsen Uranus XV (XV er romertallet for 15).
Af de 10 Uranus-måner der blev opdaget ved hjælp af Voyager II, var det kun Puck der blev opdaget tidligt nok til at man kunne nå at tage "detailbilleder" der viser andet og mere end blot en prik.